# ジャン＝ピエール・デュポール
ジャン＝ピエール・デュポール（Jean-Pierre Duport 1741年11月27日 - 1818年12月31日）は、18世紀から19世紀初頭のチェリスト。弟でやはりチェリストだったジャン＝ルイ・デュポールとともにフランスとドイツの音楽界で活躍した。父親は舞踏の達人で、チェロについてはチェロ演奏のフランス楽派の創始者であるマルタン・ベルトー門下であった。

## キャリア
ベルトーに師事した後、デュポールは19歳で当時のパリで非オペラ音楽の中心であったコンセール・スピリチュエルにてデビューを飾った。1766年から1769年の間はコンティ公ルイ・フランソワ1世に雇われ、その後イングランドとスペインで2年ずつ過ごした。1773年にプロイセン王フリードリヒ2世から彼の管弦楽団の首席チェロ奏者の地位を提示され、これを受諾したデュポールはその後の人生をベルリンで過ごすことになった。フリードリヒ2世の甥であるフリードリヒ・ヴィルヘルム2世にチェロの指導を施しており、1786年にフリードリヒ・ヴィルヘルム2世が国王に就任すると間もなく宮廷の室内楽全体を任されるようになった。1790年、フランス革命を逃れた弟のジャン＝ルイ・デュポールとベルリンで合流する。この2人とフリードリヒ・ヴィルヘルム2世の支援により、ベルリンは「チェロの新作を引き付ける場」となったが、それも1806年にナポレオンがプロイセンを破り、イエナ・アウエルシュタットの戦いでベルリンを制圧するまでのことであった。この時に弟はパリへと戻っていったが、兄はベルリンに留まって1818年に没するまでここで過ごした。
デュポール兄弟はベートーヴェンと面識を得ている。1796年2月、ベートーヴェンはウィーンを出発して5か月に及ぶ演奏旅行に出発、プラハ、ドレスデン、ライプツィヒ、ベルリンを巡った。同行したのはカール・アロイス・フォン・リヒノフスキーであり、リヒノフスキーは1789年にモーツァルトとも同じ場所を巡っている（モーツァルトは王への謁見を希望し、ジャン＝ピエールのチェロソナタによる『デュポールのメヌエットによる9つの変奏曲 ニ長調』（K. 573）をジャン＝ピエールの前で演奏したが却下された）。ベルリンに着いたベートーヴェンはデュポールが監督を務めていたフリードリヒ・ヴィルヘルム2世の宮廷音楽の高い水準と質に感銘を受けた。このポツダムの宮殿で彼は作品5の2つのチェロソナタ（第1番と第2番）を作曲、作品は国王に献呈されている。これらのソナタの初演ではデュポール兄弟のいずれかがチェロパートを演奏、ベートーヴェンがピアノを演奏した。